# Хотовели, Ципи
Ципи Хотовели (ивр. ציפי חוטובלי‎; род. 2 декабря 1978, Реховот, Израиль) — израильский политик и депутат кнессета от партии Ликуд. Заместитель министра иностранных дел. Бывший заместитель министра транспорта, министра науки, технологии и космоса с министерскими полномочиями. Посол Израиля в Британии.

## Биография
Родилась в израильской семье репатриантов из Грузии Габриэля и Розико Хотовели. Выросла в городе Реховот и впоследствии училась в религиозной школе «Бней Акива» в Тель-Авиве. Служила два года в национальной службе в качестве инструктора.
Хотовели с отличием получила степень бакалавра и магистра права в Бар-Иланском университете, по окончании которого работала в офисе известного израильского адвоката Рама Каспи. Во время учёбы Хотовели вступила во Всемирную еврейскую организацию студентов и представляла эту организацию на конференции в Южной Африке. Также она выступала в качестве представителя организации «Бней Акива» во Франции.
С 2006 года Хотовели принимала участие в израильской политической программе «SMART Board» на Десятом ТВ канале. В дискуссии участвовали журналисты Амнон Данкнер, Томми Лапид, Ари Шавит и Гидеон Леви. Хотовели критиковала политику Эхуда Ольмерта и поддерживала тех, кто призывал правительство Ольмерта к уходу в отставку после Второй ливанской войны.
С 2007 года Ципи Хотовели публикует статьи на актуальные политические темы в газете «Маарив», часто появляется на израильском телевидении, в передачах, связанных с политикой.
В 2008 году Хотовели вступила в партию «Ликуд», на праймериз которой она заняла 18-е место и, после того как «Ликуд» получил 27 мандатов, прошла в кнессет, став одним из самых молодых парламентариев в Кнессете 18-го созыва.
Хотовели предлагает предоставить арабам Иудеи и Самарии израильское гражданство и распространить израильский суверенитет на всю территорию Земли Израиля, находящуюся под израильским контролем со времён Шестидневной войны 1967 года.
В апреле 2010 года Хотовели заявила, что формула «два государства для двух народов» показала свою неэффективность, полагая, что Израиль должен научиться говорить твёрдое «нет» американцам, европейцам и россиянам, если их позиция не соответствует интересам Израиля.
В ноябре 2012 года на праймериз в «Ликуде» заняла 10-е место и стала депутатом Кнессета 19-го созыва. В 3-м правительстве Биняьмина Нетанияху стала заместителем министра транспорта, а 23 декабря 2014 года была назначена также заместителем министра науки, технологии и космоса с министерскими полномочиями.
В январе 2015 года на праймериз в «Ликуде» заняла 20-е место.
Ципи Хотовели исповедует ортодоксальный иудаизм. При этом она сторонница терпимости и плюрализма в иудаизме. Живёт в Реховоте.

### Семья
13 мая 2013 года Ципи Хотовели вышла замуж за адвоката Ора Алона. В 2014 году у молодой пары родилась старшая дочь, в 2016 — родилась вторая, а в июне 2018 года — третья.

## Должности в Кнессете18-го созыва

### Должности в комиссиях
- Председатель комиссии по поддержке статуса женщины
- Член законодательной комиссии
- Член комиссии по вопросам государственного контроля
- Член комиссии по науке и технологии
- Член комиссии по вопросам этики
- Член комиссии по обращениям граждан
- Исполняющая обязанности в комиссии по иностранным делам и безопасности
- Член комиссии по поддержке статуса женщины

### Должности в лобби
- Член лобби в пользу города Тель-Авив
- Член лобби для продвижения общественного транспорта в Израиле
- Член лобби в интересах взаимопонимания между светскими и ортодоксами
- Член лобби в поддержку израильского иудаизма и мировой этики
- Член лобби в защиту неполных семей в Израиле
- Член лобби по борьбе с расизмом

## Должности в33 правительстве Израиля(Кнессет 19-го созыва)
- Заместитель Министра транспорта Израиля
- С 23 декабря 2014 года также заместитель Министра науки, технологии и космоса Израиля с министерскими полномочиями